# Michael Tejera
Michael Tejera (Havana, 18 de outubro de 1976) é um beisebolista cubano.

## Carreira
Michael Tejera foi campeão da World Series 2003 jogando pelo Florida Marlins. Na série de partidas decisiva, sua equipe venceu o New York Yankees por 4 jogos a 2.